# 乌图库
乌图库(Udug)古巴比伦神话中的一种精灵。传说人死后没有进行葬礼，死人的灵魂就会变成乌图库，向活人复仇，必须重新进行葬礼来安抚，其形象一般是半人半兽。又有传说这种精灵由恶神在咬牙时诞生，能传播疾病、让人邪恶、家庭不和、杀死牲畜，必须让退魔师念咒语才能驱散它们。